# 9488 Huia
9488 Huia è un asteroide della fascia principale. Scoperto nel 1960, presenta un'orbita caratterizzata da un semiasse maggiore pari a 2,2900162 UA e da un'eccentricità di 0,1173608, inclinata di 6,32885° rispetto all'eclittica.
Porta il nome dell'Huia, uccello sacro nella cultura Maori estinto all'inizio del XX secolo.